# Dumnezeu este mort
„Dumnezeu este mort” (în germană:  „Gott ist tot” (ajutor·info); cunoscută, de asemenea, ca Moartea lui Dumnezeu) este o afirmație larg răspândită a filozofului german Friedrich Nietzsche. Nietzsche a folosit expresia într-un sens figurativ pentru a exprima ideea că Iluminismul a „ucis” posibilitatea credinței în Dumnezeu sau în orice zeu care a fost venerat vreodată. Alți filozofi, cum ar fi susținătorii cei mai fervenți ai teologiei morții lui Dumnezeu, au folosit expresia într-un sens literal, susținând că Dumnezeul creștin, care a existat la un moment dat, a încetat să mai existe. 
Expresia a apărut pentru prima dată în volumul Știința voioasă (în germană Die fröhliche Wissenschaft) (1882) al lui Nietzsche. Cu toate acestea, ea este asociată cel mai adesea cu volumul Așa grăit-a Zarathustra (în germană Also sprach Zarathustra) al lui Nietzsche, care a contribuit la popularizarea acestei afirmații. Printre ceilalți filosofi care au discutat anterior acest concept se numără Philipp Mainländer și Georg Wilhelm Friedrich Hegel.

## Conceptul discutat de Hegel
Discursurile filozofice cu privire la „moartea lui Dumnezeu” au apărut în cultura germană încă din secolul al XVII-lea și se refereau inițial la teoria luterană a ispășirii. Expresia „Dumnezeu este mort” apare în imnul „Ein Trauriger Grabgesang” („Un bocet trist”) al lui Johann von Rist. Istoricii contemporani cred că filozofii idealiști germani din secolul al XIX-lea, în special cei asociați cu Georg Wilhelm Friedrich Hegel, sunt responsabili pentru eliminarea rezonanței specific creștine a acestei expresii și pentru asocierea ei cu teoriile sociologice și filozofice seculariste.
Deși această expresie îi este atribuită lui Nietzsche, Hegel a discutat conceptul de moarte a lui Dumnezeu, în lucrarea Fenomenologia spiritului unde consideră că moartea lui Dumnezeu „nu poate fi privită decât ca o parte ușor de recunoscut a ciclului creștin al răscumpărării”. Mai târziu, Hegel a scris despre marea durere pe care o produce vestea că Dumnezeu este mort: „cu toate acestea, conceptul pur sau infinitul, precum abisul neantului în care toate ființele se scufundă, trebuie să caracterizeze durerea infinită, care nu era anterior decât în cultură, și senzația pe care se bazează religia modernă, senzația că Dumnezeu Însuși este mort (senzație care a fost enunțată în mod empiric de Pascal în afirmația sa: Natura evidențiază peste tot, atât în interiorul cât și în afara omului, un Dumnezeu pierdut), pur și simplu ca o fază, dar, în același timp, ca o fază a celei mai înalte idei”.
Unul din studenții lui Hegel, Richard Rothe, în textul teologic Die Anfänge der christlichen Kirche und ihrer Verfassung (1837), pare să fie unul dintre primii filozofi care au asociat ideea morții lui Dumnezeu cu teoria sociologică a secularizării.

## Rolul acestui concept în filozofia lui Philipp Mainländer
Înaintea lui Nietzsche, conceptul a fost popularizat în filosofie de către filosoful german Philipp Mainländer.
Nietzsche a scris în mod explicit că despărțirea lui de filozofia lui Schopenhauer s-a produs atunci când el a citit lucrările lui Mainländer. Într-o lungă critică de peste 200 de pagini a metafizicii lui Schopenhauer, Mainländer aduce argumente împotriva existenței unei singure unități cosmice care dirijează universul și susține existența unei multitudini de voințe care se confruntă între ele. Cu toate acestea, interconectarea și mișcarea unitară a lumii, motive care-i conduc pe filozofi la panteism, sunt incontestabile. Ele duc într-adevăr duc la o unitate, dar acest lucru ar putea să nu fie în detrimentul unei unități care subminează realitatea empirică a lumii.
Acum avem dreptul să dăm acestei ființe binecunoscutul nume, care a desemnat întotdeauna ceea ce nici o putere a imaginației, nici un zbor al celei mai îndrăznețe fantezii, nici o gândire abstractă oricât de profundă, nici o minte devotată intenționat, nici un spirit entuziasmat și extaziat nu a atins vreodată: Dumnezeu. Dar această unitate primordială a fost; ea nu mai este. Prin schimbarea esenței sale, ea a fost complet sfărâmată într-o lume a pluralității. Dumnezeu a murit și moartea lui a fost viața lumii.Philipp Mainländer:  Die Philosophie der Erlösung. Erster Band. Berlin 1876.

## Formularea lui Nietzsche
Ideea morții lui Dumnezeu apare în secțiunea „Nebunul” a cărții Știința voioasă astfel:
Dumnezeu a murit! Dumnezeu rămâne mort! Și noi l-am ucis! Cum să ne consolăm noi, ucigașii ucigașilor? Cel mai sfânt și mai puternic din tot ce-a avut lumea până acum și-a pierdut sângele sub cuțitele noastre - cine ne spală de acest sânge? Cu ce apă ne-am putea curăța? Ce ispășiri, ce jocuri sfinte va trebuie să inventăm? Nu este oare dimensiunea acestei fapte prea mare pentru noi? Nu trebuie să devenim noi înșine zei pentru a părea cel puțin demni de ea?Nietzsche, Știința voioasă, secțiunea 125, traducere de Simion Dănilă

Dar cel mai cunoscut pasaj este la sfârșitul părții a 2-a a Prologului lui Zarathustra, unde, după ce-și începe călătoria sa alegorică, Zarathustra întâlnește un ascet bătrân care-și exprimă mizantropia și dragostea față de Dumnezeu:
Când Zarathustra auzi aceasta, îl salută pe sfânt zicându-i: „O, câte n-aș avea să le aduc! Dar lasă-mă să plec cât pot mai iute, ca nu cumva să-ți iau ceva!” Așa se despărțiră, moșneagul și bărbatul, râzând, și amândoi râdeau ca doi copii.
Dar Zarathustra, când rămase iarăși singur, grăi astfel în sinea sa: „Să fie oare cu putință?! Acest prea sfânt moșneag încă n-a auzit, acolo în pădurea lui, că Dumnezeu e mort!”Nietzsche, Așa grăit-a Zarathustra, traducere de Ștefan Augustin Doinaș

## Explicație
Nietzsche a folosit această expresie pentru a rezuma consecințele produse de Epoca Iluminismului asupra conceptului central de Dumnezeu în cadrul civilizației vest-europene, care avea un caracter esențial creștin încă de la sfârșitul Imperiului Roman. Iluminismul a adus triumful raționalității științifice asupra revelației sacre; au apărut și s-au dezvoltat materialismul filozofic și naturalismul, doctrine filozofice care au renunțat la credința cu privire la rolul lui Dumnezeu în evoluția lumii.
Filozoful german a recunoscut criza pe care această „moarte a lui Dumnezeu” o producea asupra ideilor morale existente în Europa în contextul credinței creștine tradiționale. „Când renunți la credința creștină, îți pierzi dreptul la morala creștină. Aceasta nu este deloc de la sine înțeles: acest punct trebuie pus în lumină mereu. [...] Creștinismul este un sistem, o viziune globală asupra lucrurilor, o examinare de ansamblu a lor. Dacă desprinzi din el o idee principală, credința în Dumnezeu, atunci spargi întregul; nimic necesar nu ți se mai păstrează între degete”. De aceea, în „Nebunul”, pasaj care se adresează în principal ateilor, problema este păstrarea unui sistem de valori în absența ordinii divine.
Concluzia Iluminismului cu privire la „moartea lui Dumnezeu” a dat naștere ideii că oamenii - și civilizația occidentală în ansamblu - nu mai pot crede într-o ordine morală impusă de divinitate. Ideea morții lui Dumnezeu va conduce, a spus Nietzsche, nu doar la respingerea credinței într-o ordine cosmică, ci și la respingerea valorilor absolute - la respingerea credinței într-o lege morală universală și obiectivă, obligatorie pentru toți indivizii. În acest fel, pierderea unei baze absolute a moralității conduce la nihilism. Nietzsche a căutat să găsească o soluție la acest nihilism prin reevaluarea fundamentelor valorilor umane.
Nietzsche credea că majoritatea oamenilor nu au recunoscut „moartea lui Dumnezeu” din angoasă sau dintr-o frică adânc înrădăcinată. Prin urmare, atunci când această moarte va fi recunoscută, oamenii vor trece printr-o stare de deznădejde și nihilismul va deveni tot mai agresiv.

### Nietzsche și Heidegger
Martin Heidegger a înțeles această parte a filozofiei lui Nietzsche ca o referire la moartea metafizicii. În opinia sa, cuvintele lui Nietzsche nu se referă la o anumită perspectivă teologică sau antropologică, ci mai degrabă la sfârșitul filosofiei. Filosofia ar fi atins, potrivit lui Heidegger, potențialul său maxim ca metafizică, iar cuvintele lui Nietzsche sunt un avertisment cu privire la declinul acesteia și a oricărei viziuni metafizice asupra lumii. Dacă metafizica a murit, afirmă Heidegger, aceasta se datorează faptului că așa i-a fost soarta încă de la început.

### Nietzsche și alții
Paul Tillich și Richard Schacht au fost influențați de scrierile lui Nietzsche și mai ales de expresia „Dumnezeu este mort”.
Teologul William Hamilton a scris următoarele lucruri despre opinia lui Nietzsche:
În cea mai mare parte, Altizer preferă limbajul mistic în locul limbajului etic pentru a analiza chestiunea morții lui Dumnezeu sau, așa cum spune el, pentru a trasa drumul de la profan la sacru. Această combinație de Kierkegaard și Eliade face lectura destul de dificilă, dar poziția sa la final este una relativ simplă. Iată un rezumat important al opiniilor sale: Dacă teologia trebuie să accepte acum o vocație dialectică, ea trebuie să învețe sensul deplin al cuvintelor „da” și „nu”; trebuie să înțeleagă posibilitatea unui „da” care poate deveni un „nu” și a unui „nu” care poate deveni „da”; pe scurt, trebuie să aștepte cu nerăbdare o coincidentia oppositorum dialectică. Teologia trebuie să se bucure de faptul că credința a devenit din nou un „scandal” și nu doar un scandal moral, o ofensă pentru mândria și virtutea omului, ci, mult mai profund, un scandal ontologic; pentru că credința escatologică este îndreptată împotriva celei mai profunde realități a ceea ce cunoaștem ca fiind istorie și cosmos. Prin intermediul viziunii lui Nietzsche despre recâștigarea veșnică putem simți eliberarea extatică care poate fi cauzată de prăbușirea transcendenței Ființei și de moartea lui Dumnezeu... și, pornind de la portretul lui Isus realizat de Nietzsche, teologia trebuie să-i învețe pe oameni puterea credinței escatologice care-l poate elibera pe credincios din ceea ce este realitatea inevitabilă a istoriei. Dar eliberarea trebuie realizată în cele din urmă prin afirmare.William Hamilton, „The Death of God Theologies Today”, în vol. Thomas J. J. Altizer și William Hamilton, Radical Theology and the Death of God, 1966, pp. 95-111.

### Noi posibilități
Nietzsche credea că oamenii ar putea avea posibilități mai mari de dezvoltare, în absența lui Dumnezeu. Renunțarea la credința în Dumnezeu ar permite o dezvoltare deplină a abilităților creative umane. Dumnezeul Creștin, scria el, nu va mai sta în cale, așa că ființele umane ar înceta să mai aștepte ajutor de pe un tărâm supranatural și ar începe să observe valoarea acestei lumi.
Nietzsche folosește metafora unei mări deschise, care poate fi atât atrăgătoare, cât și înspăimântătoare. Oamenii vor învăța în cele din urmă să-și recreeze viața, vor pătrunde într-o nouă etapă a existenței umane și, prin depășirea propriului lor nihilism, vor deveni un fel de supraoameni (Übermensch). „Moartea lui Dumnezeu” este motivația ultimului proiect filozofic (rămas nefinalizat) al lui Nietzsche: „reevaluarea tuturor valorilor”.

### Afirmațiile lui Nietzsche
Deși Nietzsche pune afirmația „Dumnezeu a murit” în gura unui „nebun” în cartea Știința voioasă, el folosește expresia ca afirmație proprie în secțiunile 108 și 343 din aceeași carte. În pasajul nebunului, omul este descris ca alergând printr-o piață cu un felinar în mână și strigând: „Îl caut pe Dumnezeu! Îl caut pe Dumnezeu!”. El stârnește râsul trecătorilor și nimeni nu-l ia în serios. Unii oameni îi răspund în batjocură că Dumnezeu a plecat într-o călătorie pe ocean, a emigrat sau se ascunde deoarece s-ar teme de necredincioși. Deranjat de batjocura oamenilor, nebunul aruncă felinarul pe jos și strigă: „Unde a plecat Dumnezeu? [...] Am să vă spun eu! Noi l-am ucis — voi și eu!”, dar își dă seama imediat că detractorii săi au rămas uimiți și încă nu pot înțelege ce a spus, așa că adaugă: „Vin prea devreme, [...] nu mi-a sosit încă timpul”. El continuă apoi:
Această faptă uriașă mai este încă pe drum și umblă — nu a pătruns încă până în auzul oamenilor. Fulgerul și tunetul au nevoie de timp, lumina stelelor are nevoie de timp, faptele au nevoie de timp, chiar și după ce au fost înfăptuite, pentru a fi văzute și auzite. Această faptă le este încă mai depărtată decât cele mai depărtate stele — și totuși au făcut-o!Nietzsche, Știința voioasă, secțiunea 125, traducere de Simion Dănilă

Mai devreme în carte (secțiunea 108), Nietzsche a scris: „Zeul e mort, dar după cum sunt făcuți oamenii, poate că vor mai exista timp de milenii peșteri în care îi va fi arătată umbra. Iar noi — noi trebuie să-i mai biruim și umbra”. Protagonistul din Așa grăit-a Zarathustra rostește, de asemenea, aceste cuvinte, comentând în sinea sa după ce a vizitat un pustnic care, în fiecare zi, cânta cântece în care-l preamărea pe Dumnezeu.
Mai mult chiar, Zarathustra se referă mai târziu nu numai la moartea lui Dumnezeu, ci afirmă: „Morți sunt toți zeii”. Aceasta propoziție semnifică că nu doar unul a murit, ci toți zeii, pentru a fi înlocuiți cu omul nou denumit Übermensch:
„MORȚI SUNT TOȚI ZEII: ACUM NOI VREM CA SUPRAOMUL SĂ TRĂIASCĂ.”Nietzsche, Așa grăit-a Zarathustra, traducere de Ștefan Augustin Doinaș, Partea I, secțiunea XXII, 3

## Mișcarea teologică ce propovăduia moartea lui Dumnezeu
Coperta ediției din 8 aprilie 1966 a revistei americane Time și articolul care a stat la baza ei se referă la o mișcare teologică care a apărut în America în anii 1960 pentru a propovădui „moartea lui Dumnezeu”. Deși teologii au folosit ocazional expresia „Dumnezeu este mort” a lui Nietzsche pentru a evidenția reducerea credinței în Dumnezeu, acest concept a dobândit o popularitate tot mai mare în anii 1950 și 1960, după care a început din nou să fie uitat. Principalii susținători ai acestei mișcări teologice au fost teologii creștini Gabriel Vahanian, Paul van Buren, William Hamilton, John Robinson, Thomas J. J. Altizer și John D. Caputo, precum și rabinul Richard L. Rubenstein.

### Precursorii teologiei „morții lui Dumnezeu”
- Bruce E. Benson, Pious Nietzsche: Decadence and Dionysian Faith. Bloomington: Indiana UP, 2008.
- Robert C. Holub, Friedrich Nietzsche. New York: Twayne Publishers, 1995.
- Bernd Magnus și Kathleen Higgins. The Cambridge Companion to Nietzsche. Cambridge: Cambridge UP, 1996.
- Rose Pfeffer, Nietzsche: Disciple of Dionysus. Canbury: Associated University Presses, 1972.
- Rex Welshon, The Philosophy of Nietzsche. Montreal: McGill-Queen’s UP, 2004.

### Teologia „morții lui Dumnezeu”
- Thomas J. J. Altizer, The Gospel of Christian Atheism (Philadelphia: Westminster, 1966).
- Thomas J. J. Altizer și William Hamilton, Radical Theology and the Death of God (Indianapolis: Bobbs-Merrill, 1966).
- Bernard Murchland (ed.), The Meaning of the Death of God (New York: Random House, 1967).
- Gabriel Vahanian, The Death of God (New York: George Braziller, 1961).
- John D. Caputo, Gianni Vattimo, After the Death of God, editată de Jeffrey W. Robbins (New York: Columbia University Press, 2007).
- Hamilton, William, A Quest for the Post-Historical Jesus (London, New York: Continuum International Publishing Group, 1994). ISBN: 978-0-8264-0641-5

## Legături externe
- John M. Frame, „Death of God Theology”
- The Joyful Wisdom, The Madman